# Per Stenmarck
Per Stenmarck (ur. 29 stycznia 1951 w Ystad, zm. 31 stycznia 2013) – szwedzki polityk, parlamentarzysta krajowy, od 1995 do 2004 poseł do Parlamentu Europejskiego.

## Życiorys
Zaangażował się w działalność organizacji młodzieżowej Umiarkowanej Partii Koalicyjnej. W latach 1974–1984 zasiadał w radzie miejskiej w Vellinge, a w okresie 1979–1995 sprawował mandat posła do Riksdagu.
Po akcesie Szwecji do Unii Europejskiej został w 1995 posłem do Europarlamentu. Był ponownie wybierany w wyborach powszechnych w tym samym roku oraz w 1999. Należał do grupy chadeckiej, pracował m.in. w Komisji Budżetowej. W PE zasiadał do 2004.
Był autorem książek Magnus och det nya Europa (1998) i Vart går Europa? Tankar före och efter… (2002). Po odejściu z Europarlamentu zajął się działalnością gospodarczą w ramach własnej firmy konsultingowej. Pozostał jednocześnie działaczem Partii Koalicyjnej, objął funkcję w zarządzie spółki komunalnej.